# Buxbaumia aphylla
Buxbaumia aphylla là một loài rêu trong họ Buxbaumiaceae. Loài này được Hedw. mô tả khoa học đầu tiên năm 1801.

## Hình ảnh

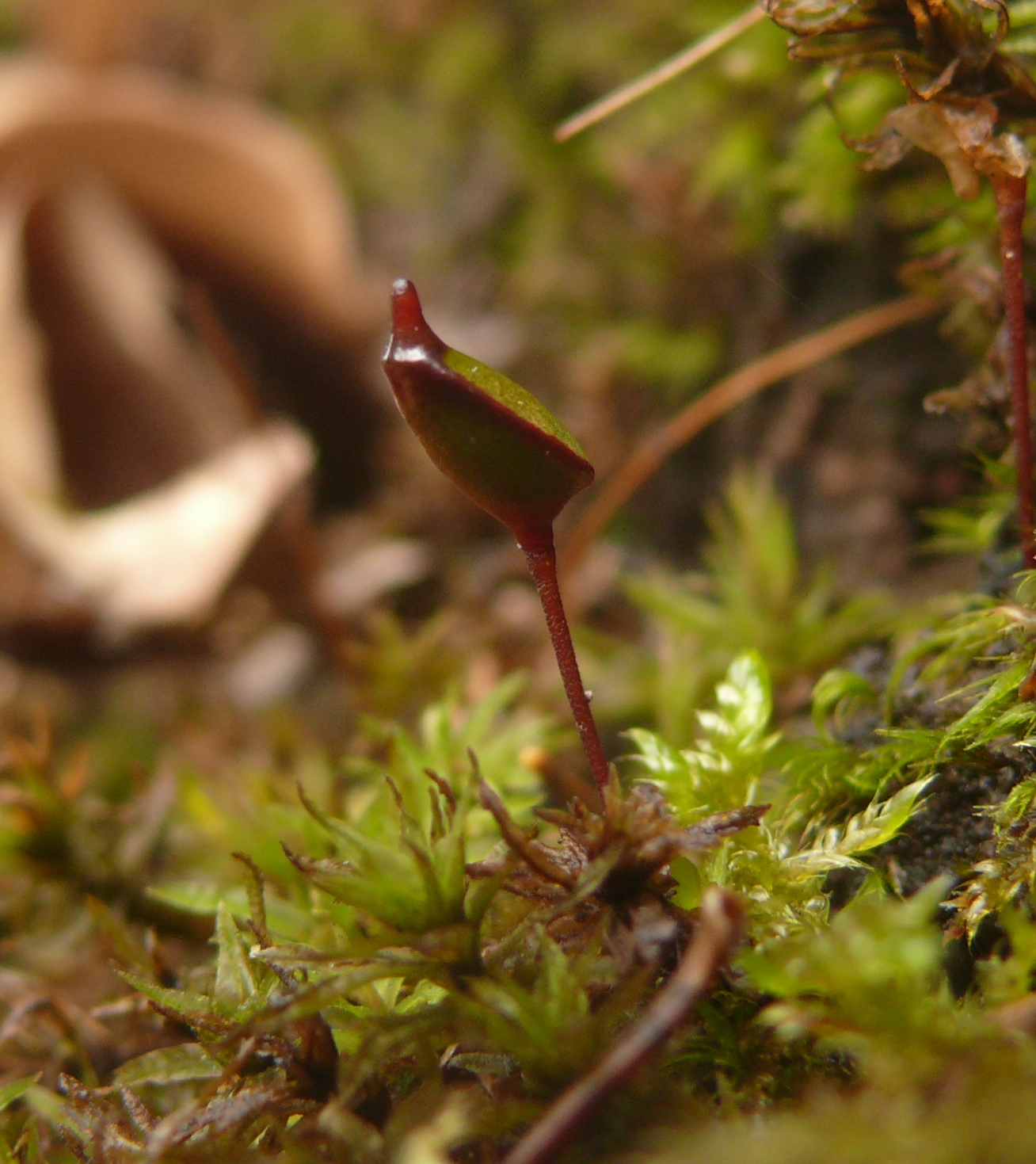
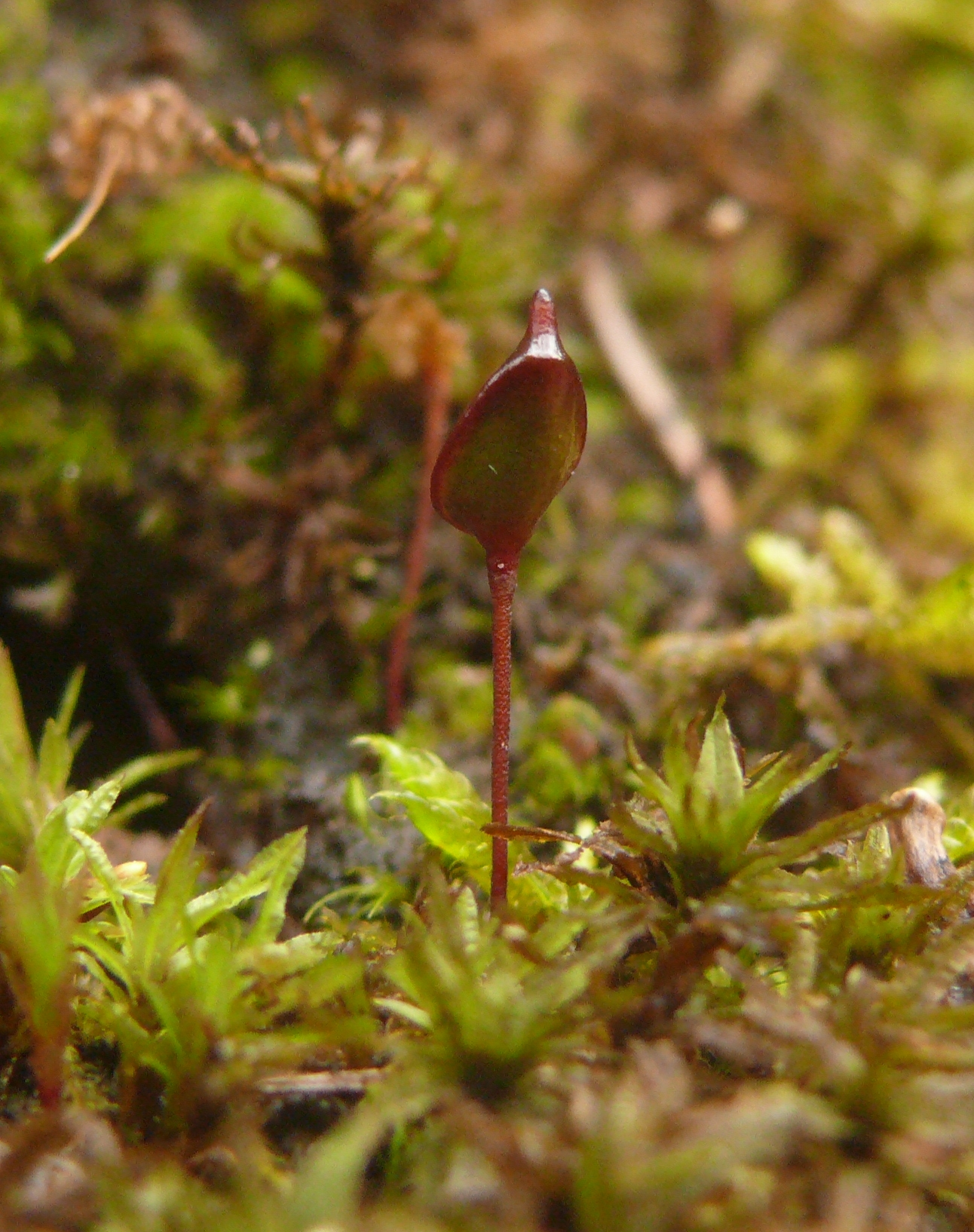
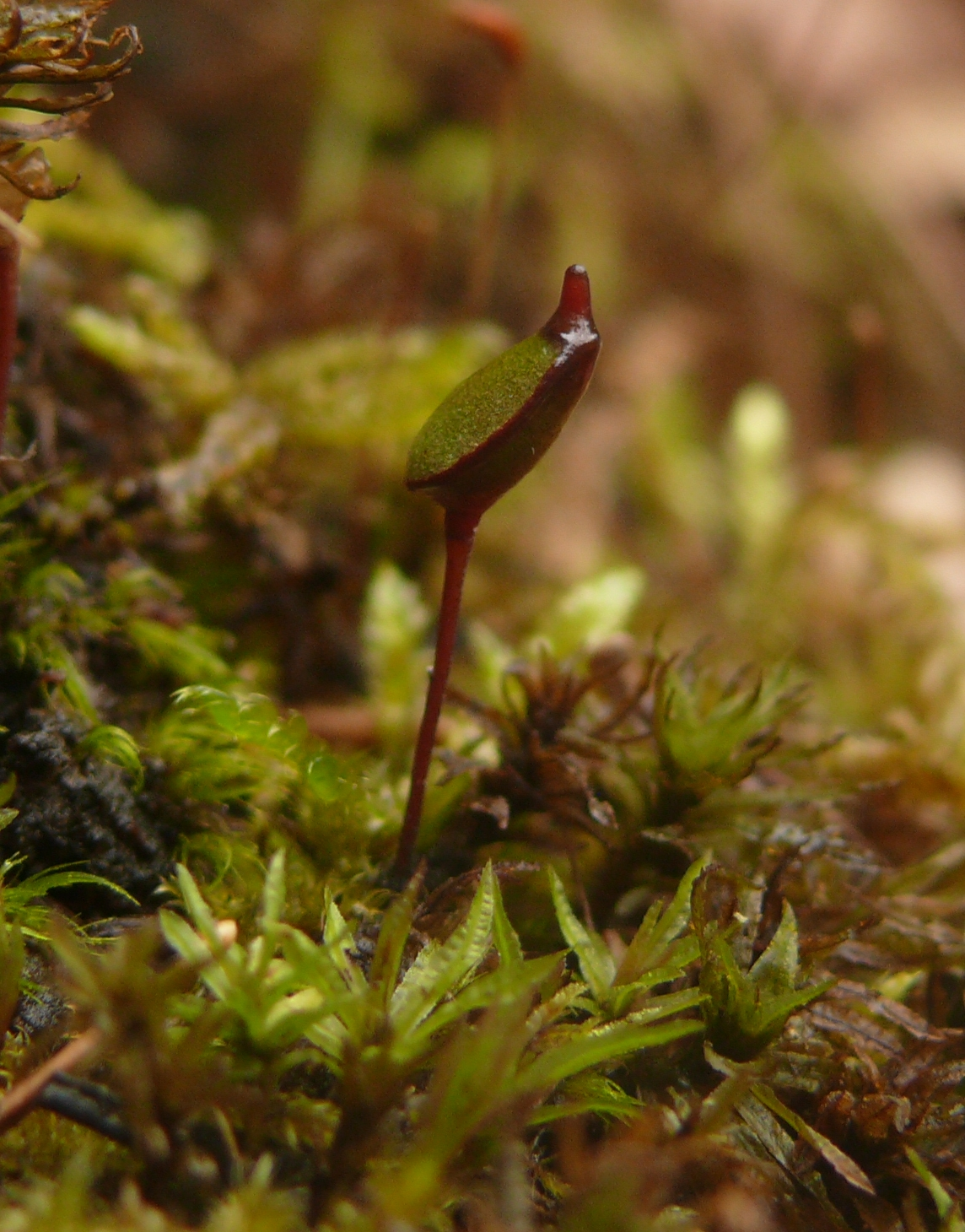
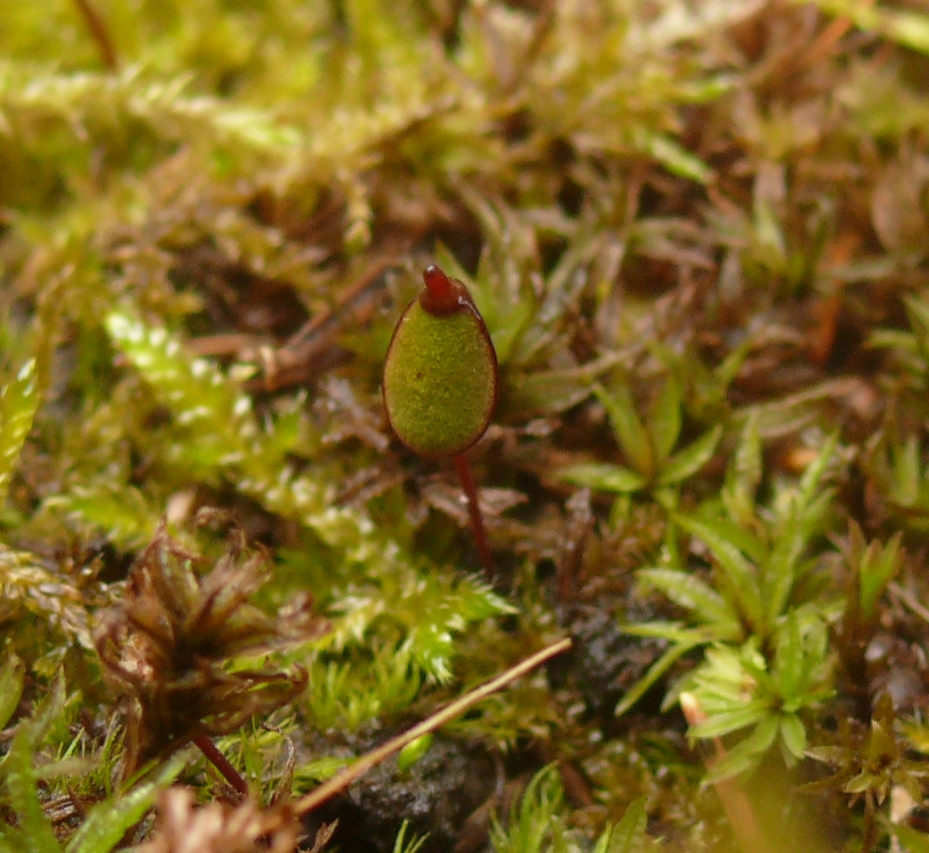